# Seznam najsvetlejših zvezd v zgodovini
Osončje in druge zvezde v naši galaksiji so v drugačnih orbitah okoli njenega središča. Zaradi tega se njihove lege glede na druge neprestano spreminjajo, kar pomeni spreminjanje svetlosti (bližja je zvezda, svetlejša je). Lastno gibanje bližnjih zvezd lahko izmerimo.
Sirij je trenutno najsvetlejša zvezda na nebu, a ni bilo zmerom tako.
Kanopus je bil najsvetlejši večkrat.
| Zvezda               | Leto začetka | Leto konca | Leto maksimuma | Največji sij | Oddaljenost med maksimumom (ly) | Sedanja oddaljenost | Sedanji sij |
| -------------------- | ------------ | ---------- | -------------- | ------------ | ------------------------------- | ------------------- | ----------- |
| Epsilon Velikega psa | ...          | -4.460.000 | -4.700.000     | -3,99        | 34                              | 430                 | 1,50        |
| Beta Velikega psa    | -4.460.000   | -3.700.000 | -4.420.000     | -3,65        | 37                              | 500                 | 1,99        |
| Kanopus (prvič)      | -3.700.000   | -1.370.000 | -3.110.000     | -1,86        | 177                             | 310                 | -0,72       |
| Zeta Strelca         | -1.370.000   | -1.080.000 | -1.200.000     | -2,74        | 8                               | 89,1                | 2,60        |
| Zeta Zajca           | -1.080.000   | -950.000   | -1.050.000     | -2,05        | 5,3                             | 70                  | 3,55        |
| Kanopus (drugič)     | -950.000     | -420.000   | -950.000       | -1,09        | 252                             | 310                 | -0.72       |
| Aldebaran            | -420.000     | -210.000   | -320.000       | -1,54        | 21,5                            | 65                  | 0,85        |
| Kapela               | -210.000     | -160.000   | -240.000       | -0.82        | 27,9                            | 42,2                | 0,08        |
| Kanopus (tretjič)    | -160.000     | -90.000    | -160.000       | -0.70        | 302                             | 310                 | -0,72       |
| Sirij (zdaj)         | -90.000      | +210.000   | +60.000        | -1,64        | 7,8                             | 8,6                 | -1,46       |
| Vega (zvezda)        | +210.000     | +480.000   | +290.000       | -0,81        | 17,2                            | 25,04               | 0,03        |
| Kanopus (četrtič)    | +480.000     | +990.000   | +480.000       | -0.40        | 346                             | 310                 | -0,72       |
| Beta Voznika         | +990.000     | +1.150.000 | +1.190.000     | -0.40        | 28,5                            | 82,1                | 1,9         |
| Delta Ščita          | +1.150.000   | +1.330.000 | +1.250.000     | -1,84        | 9,2                             | 187                 | 4,72        |
| Gamma Zmaja          | +1.330.000   | +2.030.000 | +1.550.000     | -1,39        | 27,7                            | 154                 | 2,36        |
| Upsilon Tehtnice     | +2.030.000   | +2.670.000 | +2.290.000     | -0,46        | 30                              | 195                 | 3,6         |
| NR Velikega psa      | +2.670.000   | +3.050.000 | +2.870.000     | -0,88        | 14                              | 280                 | 5,6         |
| Omikron Herkula      | +3.050.000   | +3.870.000 | +3.470.000     | -0,63        | 44                              | 346                 | 3,83        |
| Albireo              | +3.870.000   | ...        | +4.610.000     | -0,52        | 80                              | 390                 | 3,18        |

1. 1 2  Ta zvezda je sedaj superorjakinja. Na glavni veji je bila za okoli 1 magnitudo temnejša.
2. 1 2 3  Sij ob tem maksimumu ni najvišji za to zvezdo
3. 1 2  Maksimum se je zgodil, ko je bila druga zvezda svetlejša.